# Arotrephes perfusor
Arotrephes perfusor là một loài tò vò trong họ Ichneumonidae.